# 阿尔贝·马蒂耶
阿尔贝-格扎维埃-埃米尔·马蒂耶（法語：Albert-Xavier-Émile Mathiez，法語發音：[albɛʁ ɡzavje emil matje]；1874年1月10日—1932年2月25日）是一位法国历史学家，以其对法国大革命的马克思主义解释而闻名。

## 观点
马蒂耶强调阶级冲突。他认为，1789年法国大革命是资产阶级与贵族阶级之间的对立，然后是大革命中资产阶级与無套褲漢的对立，后者是正在形成的无产阶级。马蒂耶极大地影响了乔治·勒费弗尔和阿尔贝·索布尔，形成了后来被称为革命的正统马克思主义解释。马蒂耶钦佩马克西米利安·罗伯斯庇尔，赞扬恐怖统治，但并不完全同情无产阶级的斗争。

## 引用
1. ↑  Paul R Hansen, Contesting the French Revolution (2009) pp 4, 127-8, 172
2. ↑  Friguglietti, (1974)